# Новокубанка (Казахстан)
Новокуба́нка (каз. Новокубанка) — село у складі Шортандинського району Акмолинської області Казахстану. Адміністративний центр Новокубанського сільського округу.
Населення — 1721 особа (2021; 1893 у 2009, 1810 у 1999, 2178 у 1989).
Національний склад станом на 1989 рік:
- німці — 37 %;
- росіяни — 31 %.